# Računarska semantika
Kompjuterska semantika je proučavanje automatizacije procesa konstruisanja i rezonovanja sa značenjima reprezentacija prirodnih izraza. Zbog toga igra značajnu ulogu u procesu obrade prirodnih jezika i računarske lingvistike.
Neke tradicionalne teme od interesa su: konstrukcija predstavljanja značenja, semantička nepodudarnost, rezolucija anafora, projekcija pretpostavke i rezolucija kvantifikatora. Metode koje se koriste obično se izvlače iz formalne semantike ili statističke semantike. Računarska semantika ima tačke kontakta sa područjima leksičke semantike (pojmovno razumevanje i semantičko označavanje uloga), semantika diskursa, predstavljanje znanja i automatsko obrazloženje (naročito automatsko dokazivanje teorema). Od 1999. godine postoji posebna interesna grupa ACL-a za računsku semantiku, SIGSEM.